# Wojny wandejskie

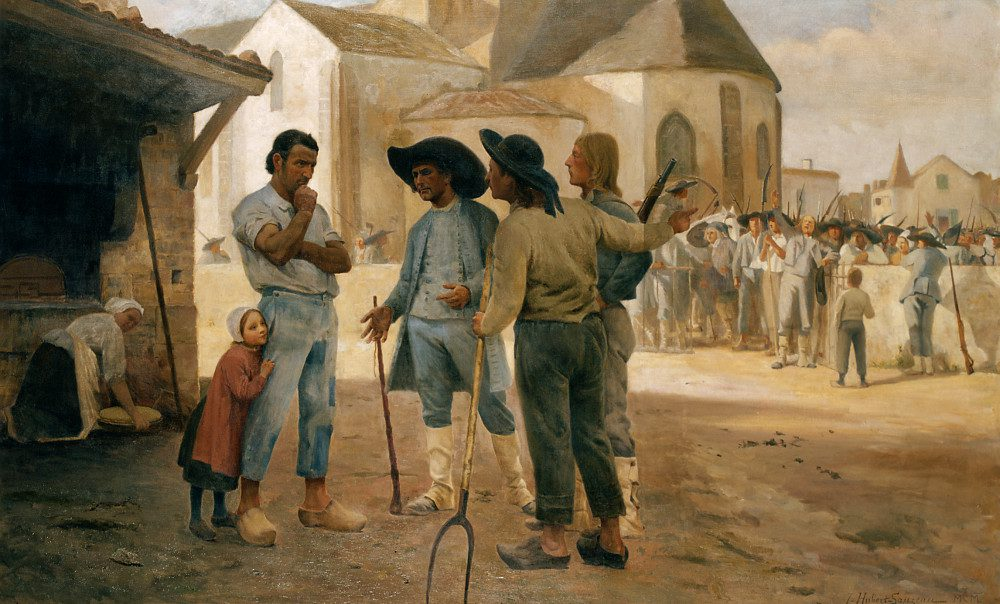
Powstańcy namawiają Cathelineau do objęcia przywództwa powstania

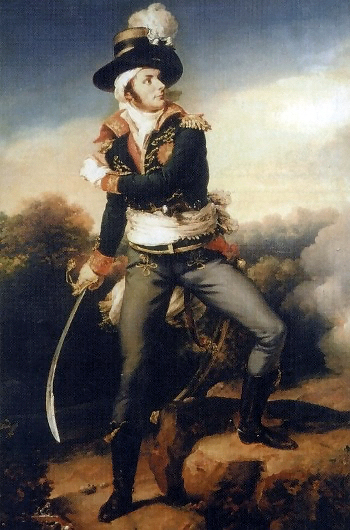
François de Charette – przywódca buntu w Wandei

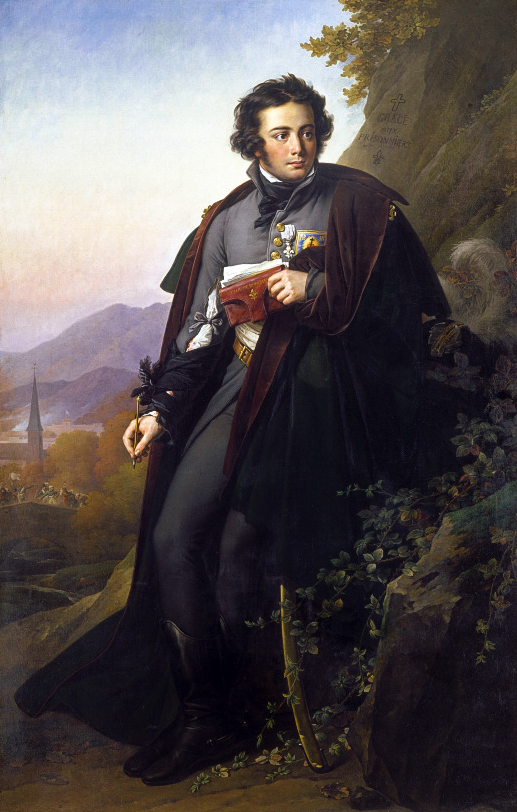
Charles Melchior Artus de Bonchamps

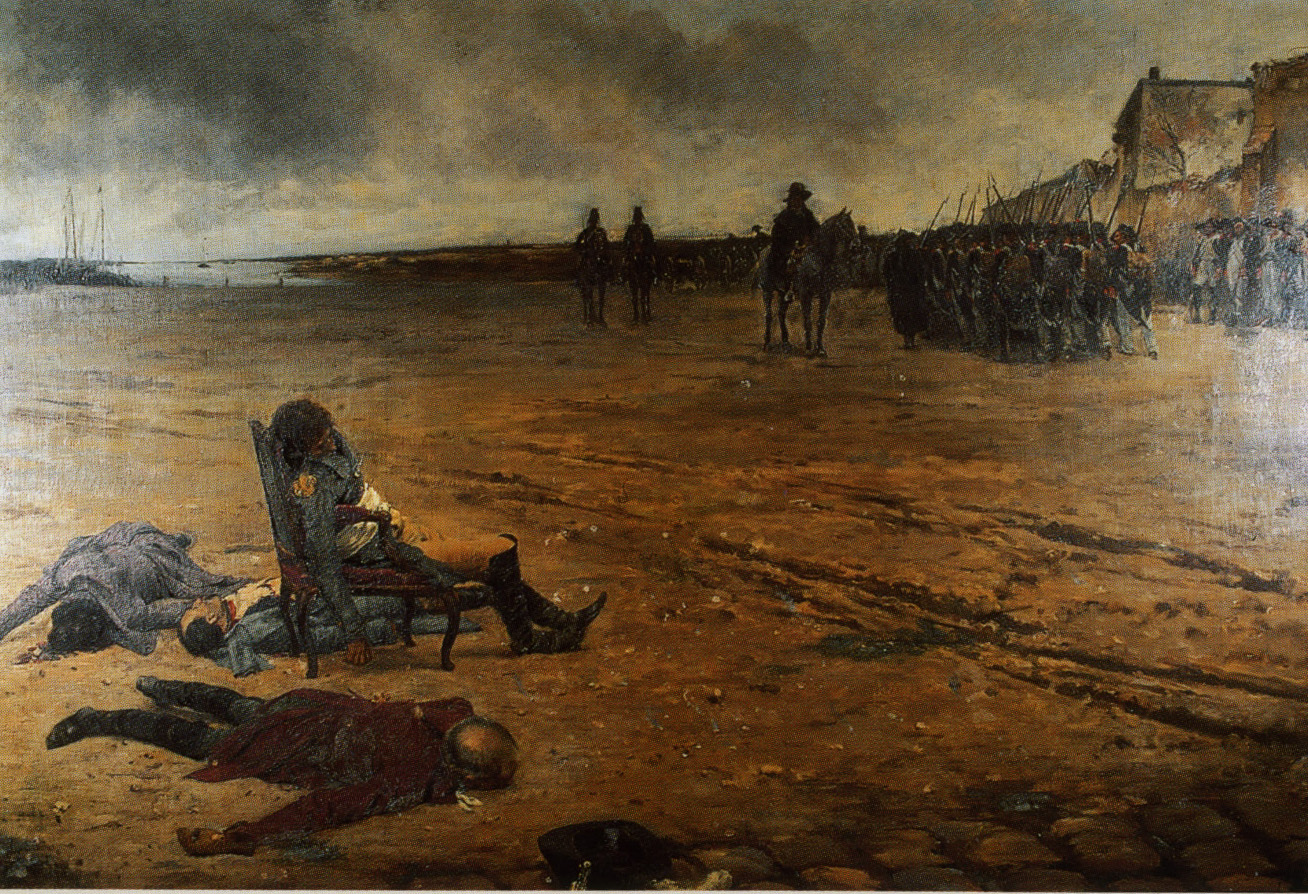
Rozstrzelanie d’Elbée

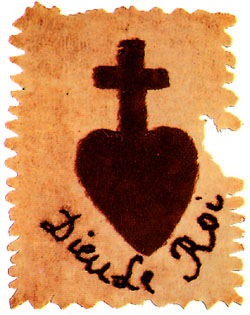
„Bóg i Król” – symbol powstańców wandejskich

Wojny wandejskie (fr. guerres de Vendée) – powstanie rojalistyczne, które wybuchło 10 marca 1793 roku, w departamencie Wandea w zachodniej Francji, w okresie rewolucji francuskiej i akcja pacyfikacyjna, której celem było stłumienie tego powstania. Bezpośrednią przyczyną wybuchu był dekret Zgromadzenia Narodowego z lutego 1793 roku powołujący pod broń trzysta tysięcy mężczyzn w wieku od 18. do 40. roku życia tuż przed rozpoczęciem prac wiosennych w polu. Na tereny objęte powstaniem przypadało 17726 poborowych. Inną przyczyną było sukcesywne zastępowanie księży odmawiających ślubowania na Konstytucję cywilną kleru (fr. clergé réfractaire) księżmi konstytucyjnymi, co w lokalnym społeczeństwie spotkało się ze złym przyjęciem.
Powstanie w Wandei objęło nie tylko departament Vendée, ale także część departamentów: Deux-Sèvres, Maine i Loara i Loara Atlantycka. Był to obszar ograniczony od północy Loarą, począwszy od miasta Saumur aż do portu Paimbœuf, od zachodu – Atlantykiem, od południa – linią od portu La Tranche-sur-Mer do miasta Niort, a od wschodu – linią od miasta Niort do miasta Saumur. Gdy pierwotne obszary rewolty zostały doszczętnie zniszczone, działania wojenne przeniosły się do sąsiednich departamentów Normandii i Bretanii.

## Historia
Zamieszkująca Wandeę ludność początkowo nie wykazywała wrogości wobec zmian rewolucyjnych. Jej zeszyty akcesyjne z listą skarg i propozycji do Stanów Generalnych nie różniły się od zeszytów innych prowincji. Zeszyty zawierały skargi na nadużycia senioralne i domagały się ogólnej reformy podatkowej i sądowniczej. Wandea była jedną z dwunastu prowincji, które w pierwszej turze wybrały najwięcej deputowanych. W większości dołączyli oni później do klubu jakobinów. Samo zaś obalenie monarchii nie wywołało większego oporu w prowincji.
Przed rewolucją Kościół w Wandei posiadał ok. 10% ziemi, darowanej mu w zapisach testamentowych miejscowych mieszkańców w ciągu setek lat. W intencji darczyńców zapisy te miały stanowić podstawę utrzymania księży, zakonów i kościołów, a także służyć do walki z ubóstwem oraz utrzymania szkół i szpitali. W listopadzie 1789 roku Zgromadzenie Narodowe skonfiskowało dobra kościelne i wyemitowało asygnaty, za pomocą których można było te dobra nabyć. Dało to możliwości wzbogacenia się skorumpowanym urzędnikom, a społeczności lokalne zostały pozbawione możliwości zaspokajania potrzeb w zakresie lecznictwa, opieki społecznej i szkolnictwa. Następnym punktem zapalnym był dekret o zaprzysiężeniu księży na wierność narodowi. W wielu parafiach ludność nie chciała wpuścić zaprzysiężonych księży do kościołów i interweniowała znienawidzona przez ludność Gwardia Narodowa. W styczniu 1791 roku w Saint-Christophe-du-Ligneron (w okolicy Machecoul) były pierwsze ofiary śmiertelne wśród parafian broniących niezaprzysiężonych księży. W sierpniu 1792 roku w miasteczku Breissure Gwardia Narodowa wymordowała większość z około pięciuset nieuzbrojonych parafian – zakładników, wziętych z ludności miejscowej przeciwstawiającej się eksmisji sióstr z pobliskiego klasztoru.
Przede wszystkim antykościelne postępowanie władz rewolucyjnych, w drugiej kolejności stracenie Ludwika XVI 21 stycznia 1793 wywołało niezadowolenie w Wandei. Do wybuchu powstania przyczyniła się także kryzysowa sytuacja ekonomiczna, spowodowana między innymi wojną z państwami pierwszej koalicji. Bezpośrednim powodem wybuchu rewolty była jednak ustawa Konwentu z 23 lutego o powołaniu 300 tys. rekrutów, z czego 4 tys. miało pochodzić z Wandei. Niezadowolenie wywołała droga, którą rekrutacja miała się odbyć. W przypadku nieznalezienia odpowiedniej liczby ochotników, każda gmina miała sama wyznaczyć odpowiednią grupę ludzi, nieistotne czy w drodze losowania, przez wybór czy w inny sposób. Otworzyło to pole do intryg i wysyłania do armii osób niewygodnych z punktu widzenia rewolucji czy wewnętrznego układu sił.
Przywództwo powstania objęli początkowo wywodzący się z ludu niezaprzysiężeni księża, byli żołnierze, rzemieślnicy oraz byli przemytnicy i akcyźnicy solni, skupiając się dokoła domokrążcy Jakuba Cathelineau. Dopiero później do wojny przyłączyła się szlachta, nierzadko zmuszona postawą chłopów. Armia republikańska związana w Belgii mogła wystawić do walki z powstańcami jedynie ok. 15-16 tys. żołnierzy, głównie gwardzistów narodowych. Pozwoliło to powstańcom odnieść szereg zwycięstw w przeciągu marca i kwietnia. Chłopi wandejscy przewyższali swych przeciwników znajomością terenu, umiejętnościami strzeleckimi, a po objęciu dowództwa przez szlachtę wzrosły także ich możliwości strategiczne. Buntownikom nie udało się osiągnąć jednego – zdobyć miast nadmorskich, co pozwoliłoby im nawiązać kontakt z Anglią.  18 czerwca 1793 roku powstańcza armia zdobyła jedno z największych miast zachodniej Francji – Angers, otwierając tym samym drogę na Paryż. Jednak ochotnicza armia w decydującym momencie zamiast na Paryż skierowała się na Nantes. Przywiązanie chłopów do ziemi i niechęć do opuszczania obrębu własnej gminy uniemożliwiły rozprzestrzenienie się powstania na większy obszar, gdzie także wybuchały insurekcje.
Wojna w Wandei od początku miała niezwykle brutalny przebieg. W Machecoul reakcją Gwardii Narodowej na odmowę przez kandydatów na poborowych ciągnięcia losów, było strzelanie do nieposłusznych. Młodzi chłopi zaatakowali i pokonali gwardzistów, a następnie rozpoczęli trwające ponad miesiąc egzekucje, w których zginęło 545 osób. 17 marca 1793 roku Konwencja uchwaliła dekret skazujący na śmierć każdego buntownika schwytanego z bronią w ręku, a także nakazujący konfiskatę jego dóbr. 1 sierpnia 1793 r. Konwent wydał rozkaz generałowi Turreau „Przeprowadzić eksterminację wszystkich powstańców, do ostatniego człowieka. Spalić ich farmy, wygnieść tych tchórzy jak pchły. Skruszyć tych ohydnych Wandejczyków”. Ludność patriotyczna miała zostać ewakuowana. Regularne walki trwały do 23 grudnia 1793 roku, kiedy to pod Savenay powstańcza Wielka Armia Katolicka i Królewska została ostatecznie pokonana.
Mimo upadku powstania w Wandei, władze rewolucyjnej Francji kontynuowały eksterminację ludności zbuntowanego departamentu, na podstawie  dekretu z 1 sierpnia nakazującego zniszczenie Wandei. Rozpoczął się terror.  20 stycznia 1794 roku niemający nic do stracenia Wandejczycy chwycili za broń po raz drugi.  21 stycznia 1794 r. wojska Republiki zorganizowane w kolumny piekielne rozpoczęły masowe mordy stosując taktykę spalonej ziemi. Ich działania zostały wsparte przez  Konwent Narodowy, który 6 lutego 1794 r. polecił gen. Turreau : „Eksterminować bandytów co do jednego – oto twoje zadanie”.  Eksterminacja ludności cywilnej Wandei trwała 9 miesięcy.

### Kolumny piekielne
21 stycznia 1794 roku rozpoczęła się pacyfikacja Wandei kierowana przez gen. Turreau i komisarza Carriera. Przeciwko ludności cywilnej departamentu skierowano 12 „kolumn piekielnych” (fr. colonnes infernales), które systematycznie paliły wsie i miasta, eksterminując ich ludność.  Rozkaz gen. Turreau nie zostawiał żadnych wątpliwości: „Obnoście wszystkich na ostrzach bagnetów. Wsie, zagrody, lasy, zagajniki, w ogóle wszystko, co może spłonąć, będzie wydane płomieniom”.
Liczbę ich ofiar szacuje się między 20 tys. a 50 tys. tylko od stycznia do maja 1794. Na przykład w Anjou wojska republikańskie zatrzymały 11-15 tys. osób, z czego 6-7 tys. zostało zastrzelonych lub zgilotynowanych, zaś dalsze 2 tys. zmarły w więzieniach.
Według francuskiej historyk Anne Bernet różne szacunki wskazują na liczbę ofiar od minimum 120 tys. do maksymalnie 600 tys. Liczba 300 tys. zabitych wskazywana jest najczęściej.

### Topienia w Nantes
Jedną z technik egzekucji stosowaną w miejscowościach portowych leżących nad Loarą – głównie w Nantes i  okolicach (Chantenay, Bouffay, Bourgneuf) – było masowe zatapianie ludzi na specjalnie przystosowanych do tego celu barkach (fr. Noyades de Nantes). Masowymi operacjami tego typu kierowali podwładni Turreau, głównie Guillaume Lamberty. Decyzje o egzekucji określonych grup więźniów podejmował najczęściej Komitet Rewolucyjny w Nantes pod przewodnictwem Carriera, który ukuł na tę okazję eufemistyczny termin „deportacja pionowa” (fr. déportation verticale). Podczas czwartej z kolei operacji (grudzień 1793) dodatkowo upokorzono ok. 800 ofiar, kobiet i mężczyzn w różnym w wieku, w tym dzieci, przez rozbieranie ich do naga i przywiązywanie do siebie osób przeciwnej płci przed zatopieniem. Praktykę tę określano ironicznie jako „małżeństwa republikańskie” (fr. mariage républicain).
Podobnych operacji topienia odbyło się 7 do 11, za każdym razem mordowano ok. 300-400 osób (choć podczas czwartej operacji utopiono ponad 800 osób). Historycy francuscy podają różne, aczkolwiek zbliżone szacunki ofiar tych operacji: 1800-4800 utopionych z bezpośredniego rozkazu Carriera, plus 2 tys. na podstawie rozkazów wydawanych przez innych dowódców (Jacques Hussenet, 1800-4000 ofiar (Jean-Clément Martin), 4860 ofiar (Hippolyte Taine).

### Zakończenie konfliktu
Po upadku dyktatury jakobinów władze Dyrektoriatu i część wojsk powstańczych rozpoczęły negocjacje, jednak wkrótce walki partyzanckie wybuchły na nowo. Ostatnie grupy partyzantów wandejskich przetrwały w lasach do 1800 r. Powstanie rojalistyczne wybuchło w Wandei ponownie w 1815 r., w okresie „stu dni” Napoleona Bonaparte.

## Liczba ofiar
Dokładne obliczenia, dokonane przez francuskiego historyka Reynalda Sechera na podstawie szczątkowych informacji zachowanych w kościelnych i prywatnych archiwach, pozwoliły określić liczbę strat w ludziach na 117 257 mieszkańców w latach 1792–1802 na 815 029 mieszkańców czyli co najmniej 15% ludności. Jest to jednak liczba niepełna ze względu na systematyczne niszczenie wszelkich dokumentów państwowych dotyczących powstania w Wandei. Według historyka Jacquesa Husseneta w latach 1793–1796 w wyniku militarnych akcji zginęło około 170 tys. mieszkańców Wandei. Według francuskiej historyk Anne Bernet różne szacunki wskazują na liczbę ofiar od minimum 120 tys. do maksymalnie 600 tys., a liczba 300 tys. zabitych wskazywana jest najczęściej (czyli około 40-44% ludności Wandei, wliczając w to również deportacje Wandejczyków, których dalsze losy nie są znane). Ponadto zniszczone zostało około 20% zarejestrowanych zasobów mieszkaniowych (10 309 domów na 53 273).

## Interpretacje historyczne
Krwawe stłumienie powstania przez wojska rewolucyjne uznawane jest często za pierwszy nowożytny przykład ludobójstwa. Adam Jones w swojej publikacji Ludobójstwo w rozdziale poświęconym źródłom ludobójstwa stwierdza, że Wandea jest przykładem kampanii masowych zabójstw, której jedynym właściwym określeniem może być ludobójstwo. We Francji liczne kontrowersje budziło m.in. użycie wobec wydarzeń w Wandei słowa „eksterminacja”. Jednak, jak zwraca uwagę Reynald Secher, rozkaz Komitetu Ocalenia Publicznego wydany generałowi Turreau brzmiał właśnie: „przeprowadzić eksterminację wszystkich powstańców, do ostatniego człowieka. Spalić ich farmy, wygnieść tych tchórzy jak pchły. Skruszyć tych ohydnych Wandejczyków”.
Zdaniem Sechera pamięć o masowych zbrodniach w Wandei była konsekwentnie eliminowana przez polityków i nierzetelnych badaczy – proces ten w jego ocenie trwa od czasów rewolucji do dziś i jest przez niego określany jako pamięciobójstwo (fr. mémoricide).
Wielu historyków sprzeciwia się używaniu terminu „ludobójstwo” w tym kontekście. Jean-Clément Martin zauważa, że termin ten ma konkretne, nie-ideologiczne znaczenie w terminologii historycznej, i ono nie jest wystarczająco przedyskutowane przez Sechera. Według Martina, „bez zamiaru ideologicznego, stosowanego do konkretnej, jasno sprecyzowanej grupy, pojęcie ludobójstwa nie ma sensu. Tymczasem, nie sposób uznać istnienia tożsamości wandejskiej, która istniałaby w jakiś sposób przed wojną, nie da się też twierdzić, że Rewolucja chciała zniszczenia konkretnego bytu (religijnego, społecznego, rasowego)”.
Z wojen wandejskich inspiracje do ludobójczych pomysłów czerpał między innymi Lenin. Gdy w 1917 r. objął władzę w Rosji powiedział: Musimy eksterminować Kozaków. To nasza Wandea.

## Kalendarium powstania wandejskiego 1793-1796

### 1793
- 10 marca – masakra republikanów w Machecoul
- 12 marca – wybuch zamieszek w Saint-Florent
- 13 marca – Cathelineau zajmuje Jallais i Chemillé – początek wojny wandejskiej
- 19 marca – pierwsza bitwa – zwycięstwo powstańców pod Saint-Vincent-Sterlanges
- 3 kwietnia – masakra powstańców w Pornic
- 5 kwietnia – masakra republikanów w Machecoul
- 11 kwietnia – zwycięstwo powstańców pod Chemillé
- 5 maja – zdobycie Thouars
- 9 czerwca – zdobycie Saumur
- 18 czerwca – zajęcie Angers
- 29 czerwca – atak na Nantes
- 5 lipca – zwycięstwo Wandejczyków w Châtillon
- 14 lipca – śmierć Cathelineau
- 1 sierpnia – Komitet Ocalenia Publicznego wydaje rozkaz zniszczenia Wandei.
- 14 sierpnia – zwycięstwo wojsk republikańskich pod Luçon
- 8 września – armia moguncka opuszcza Nantes
- 19 września – zwycięstwo Wandejczyków pod Torfou
- 22 września – zwycięstwo Wandejczyków pod Saint-Fulgent
- 17 października – zwycięstwo sił rządowych w Cholet
- 18 października – przejście Loary, śmierć Bonchampsa, początek marszu ku morzu
- 27 października – zwycięstwo pod Entrames
- 15 listopada – nieudany szturm na Grainville
- 18 listopada – zajęcie Pontorson
- 21-22 listopada – zwycięstwo powstańców pod Antrain
- 4 grudnia – porażka wojsk powstańczych pod Angers
- 12 grudnia – masakra Wandejczyków w Le Mans
- grudzień – rozpoczęcie topienia jeńców i więźniów w Loarze
- 23 grudnia – zniszczenie przez siły republikańskie resztek armii wandejskiej pod Savenay

### 1794
- 6 stycznia – egzekucja d’Elbéego
- 21 stycznia – wojska Republiki rozpoczynają systematyczną eksterminację ludności Wandei
- 28 stycznia – śmierć la Rochejacquelein'a
- 6 lutego – Konwent Narodowy nakazuje dalszą eksterminację Wandei
- 28 lutego – masakra w Les Lucs-sur-Boulogne
- luty/marzec – masakra w  La Gaubretiere
- 25 marca – masakra w lesie Vezins
- maj – odwołanie „kolumn piekielnych”, siły republikańskie zamykają się w umocnionych obozach
- wrzesień – Konwent Narodowy proponuje Wandejczykom pokój
- grudzień – amnestia dla powstańców, rozpoczęcie rozmów pokojowych

### 1795
- 17 lutego – Charette podpisuje pokój w La Jaunaye
- 2 maja – Stofflet podpisuje pokój w Saint-Florent
- 25 czerwca – Charette wznawia wojnę
- 22 lipca – nieudany desant emigrantów na półwyspie Quiberon
- listopad – zaprzestanie prześladowań księży
- grudzień – śmierć oficerów Charette'a

### 1796
- 26 stycznia – na rozkaz hrabiego d’Artois Stofflet chwyta za broń
- 23 lutego – aresztowanie Stoffleta
- 25 lutego – rozstrzelanie Stoffleta
- 23 marca – schwytanie Charette'a
- 29 marca – egzekucja Charette'a, koniec wojny wandejskiej

## Wojny wandejskie w literaturze pięknej
- Powieść Wiktora Hugo pt.: Rok dziewięćdziesiąty trzeci z 1873 r.
- Powieść George’a A. Henty'ego pt.: Kapitulacji nie będzie! Opowieść o powstaniu w Wandei (ang. No Surrender! A Tale of the Rising in La Vendée) z 1900 r.[potrzebny przypis][42]
- Powieść Haliny Popławskiej pt.: Szkaplerz wandejski (tom II Tryptyku rewolucyjnego) z 1998 r.